# Листівки ганьби

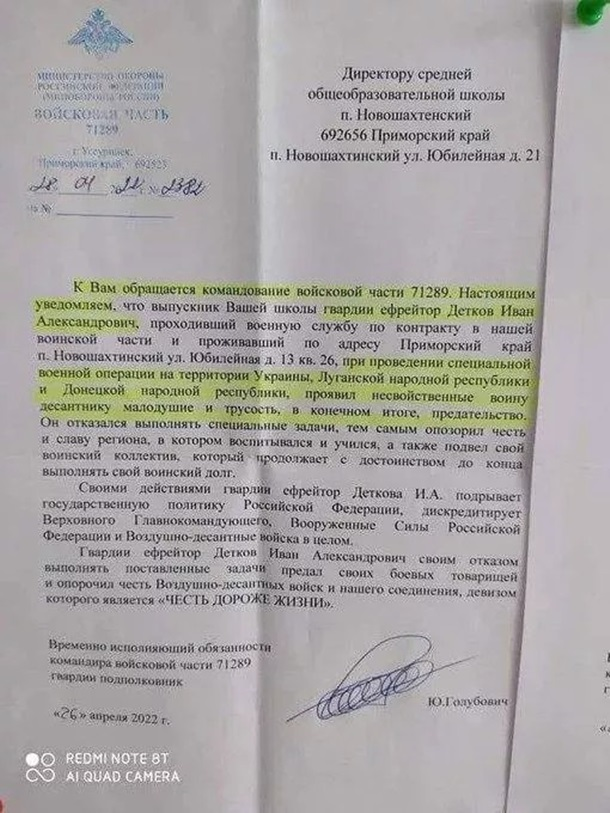
Приклад листа ганьби, військовослужбовцю армії РФ.

Листи ганьби — (рос. Письма позора) масовий випадок у період Російського вторгнення в Україну. На тлі масових відмов російських військових виконувати бойові завдання в Україні та через величезні втрати Росії у війні, Міноборони РФ розсилає до шкіл, де колись навчалися військові, так звані «листи ганьби». В яких стверджувалося що певний військовий повів себе дуже ганебно, та зганьбив честь і славу свого регіону.

## Текст у листі
|  | До вас звертається командування військової частини 71289. Повідомляємо, що випускник вашої школи гвардії єфрейтор Детков Іван Олександрович... при проведенні спеціальної воєнної операції на території України, Луганської Народної Республіки та Донецької Народної Республіки, проявив невластиві воїну десантнику малодушність і боягузтво, і зрештою зраду. |

## Причини виникнення
Через воєнні провали та великі втрати особисто складу армії РФ у війні проти України, серед особового складу армії Російської Федерації збільшується кількість так званих «солдатів відмовників». Які не хочуть виконувати бойові завдання у війні проти України. Так підтверджено, що серед «контрактників» у підрозділах 150 мотострілецької дивізії 8 армії південного військового округу ЗС РФ кількість відмов сягнула 60-70 % від загальної кількості особового складу.
З ціллю зменшення кількості солдатів відмовників, керівництво армії РФ всіляко намагається тиснути на таких солдат, методами залякування, погрозами розправи над рідними та розповсюдження інформації що певний солдат відмовник — державний зрадник.